# 尹艳林
尹艳林（1961年—），江西省星子县人，中国共产党和中华人民共和国政治人物。现任全国政协经济委员会副主任。

## 履历
1978年至1982年就读于江西财经大学工业统计本科专业。
2005年起，开始在中央财经领导小组办公室工作。历任中财办某局副局长、中财办经济二局局长、
尹艳林曾具体负责完成了中国政府部门的第一本收入分配白皮书《中国居民收入分配年度报告[2004]》，参加了2001年、2002年中央经济工作会议文件起草工作和2001年中央金融工作会议文件起草工作。
2017年12月，任中央财办副主任，并多次担任中央宣讲团成员。
2023年3月，当选为全国政协经济委员会副主任。

## 言论
2022年12月24日，尹艳林在“中国财富管理50人论坛·2022年会”上表示，疫情是当前影响经济运行的关键变量。“可以说，中国经济已挺过了最困难的时刻。”